# Lingua senari
La lingua Senari fa parte delle lingue senufo che sono parlate in Costa d'avorio e Mali e in alcune zone limitrofe del Burkina Faso dall' etnia Senufo da più di 860.000 persone.
è divisa in 3 dialetti :
- Cebaara
- Senara
- Nyarafolo